# Ушачёв, Иван Григорьевич
Ива́н Григо́рьевич Ушачёв (род. 20 января 1938, д. Алёшенка, Орловская область) — советский и российский специалист в области экономики, управления и организации агропромышленного производства. Доктор экономических наук (1977), профессор (1978), академик РАСХН (2001), академик РАН (2013). Заслуженный деятель науки Российской Федерации (2003).
Директор Всероссийского НИИ экономики сельского хозяйства (с 1996 года). Заместитель министра сельского хозяйства России (1994—1996).

## Биография
Родился в 1938 году в деревне Алёшенка Дмитровского района Орловской области. В 1960 году окончил Одесский сельскохозяйственный институт.
С 1961 года работал на Кубе агрономом-экономистом, советником по экономическим вопросам Министерства сельского хозяйства Кубы.
В 1964 году поступил в аспирантуру Одесского сельскохозяйственного института (СХИ), защитил кандидатскую диссертацию (1967). Ассистент, доцент, заведующий кафедрой управления АПК, декан экономического факультета, ректор Одесского СХИ (1967—1979). В 1976 году стал доктором наук.
С 1979 года — руководитель отдела проблем управления АПК, с 1983 года — заместитель директора ВНИИЭСХ по науке.
В 1988—1994 годах — советник по вопросам АПК в посольстве СССР (затем — посольстве России) во Франции.
В 1994—1996 годах — заместитель министра сельского хозяйства России.
С 1996 года — апрель 2018 года— директор Всероссийского НИИ экономики сельского хозяйства (ВНИИЭСХ).
В 2003—2014 годах — вице-президент РАСХН, возглавлял блок аграрной экономики.
С 2014 года — член президиума Российской академии наук.
Член совета по вопросам АПК при председателе Совета Федерации России, член экономической секции научного совета при Совете безопасности.
Руководил подготовкой документов, утверждённых главами правительств стран СНГ, «Соглашение об общем аграрном рынке СНГ» и «Концепция согласованной аграрной политики СНГ».

## Награды и звания[4]
- Орден «За заслуги перед Отечеством» III степени (4 ноября 2022 года) — за вклад в развитие науки и многолетнюю добросовестную работу[5]
- Орден «За заслуги перед Отечеством» IV степени (4 июня 2008 года) — за большой вклад в развитие сельскохозяйственной науки и многолетнюю плодотворную деятельность[6]
- Почётное звание «Заслуженный деятель науки Российской Федерации» (4 октября 2003 года) — за заслуги в научной деятельности[7]
- Почётная грамота Президента Российской Федерации (23 марта 2015 года) — за заслуги в области образования, науки, подготовке квалифицированных специалистов и многолетнюю добросовестную работу[8]
- Орден «Знак Почёта» (1977 год)
- Медаль «За доблестный труд. В ознаменование 100-летия со дня рождения Владимира Ильича Ленина» (1970 год)
- Орден «Передовик труда Республики Куба» (Куба)
- Орден Сельскохозяйственных заслуг (Франция)
- Ведомственные медали и грамоты
- Член Национального института сельскохозяйственных исследований Франции
- Член Национальной академии аграрных наук Украины
- Член Академии сельскохозяйственных наук Республики Казахстан